# Хофман (Минесота)
Хофман (енгл. Hoffman) град је у америчкој савезној држави Минесота.

## Демографија
По попису из 2010. године број становника је 681, што је 9 (1,3%) становника више него 2000. године.
| Група             | 2000.       | 2010.       |
| Белци             | 661 (98,4%) | 648 (95,2%) |
| Афроамериканци    | 3 (0,4%)    | 1 (0,1%)    |
| Азијати           | 0 (0,0%)    | 4 (0,6%)    |
| Хиспаноамериканци | 1 (0,1%)    | 21 (3,1%)   |
| Укупно            | 672         | 681         |